# Кркич, Боян
Бо́ян Кркич Пе́рес (серб. Бојан Кркић Перез, исп. Bojan Krkić Pérez, испанское произношение: [ˈboʝaŋ ˈkiɾkitʃ ˈpeɾeθ]; род. 28 августа 1990, Линьола, Молеруса, Каталония) — бывший испанский футболист, нападающий.
Боян начал свою карьеру в «Барселоне». Его дебют в первой команде состоялся, когда ему было 17 лет и 19 дней, таким образом он побил рекорд Лионеля Месси. Отец Бояна был югославским футболистом, затем переехал в Каталонию, женился на испанке и с 1997 года стал работать скаутом «Барселоны». За четыре сезона в «Барселоне» Кркич забил 41 гол в 162 матчах. Позже он был продан в итальянскую «Рому» за 12 млн евро, где провёл 37 игр и забил 7 голов. В сезоне 2012/13 был отдан в аренду «Милану», где забил 3 гола в 27 матчах. Впоследствии «Барселона» снова подписала Кркича и отправила его в аренду в «Аякс», с которым Боян выиграл чемпионат Нидерландов. В июне 2014 года Кркич перешёл в «Сток Сити» за 1,8 млн евро. Отправившись из английского клуба в аренды в «Майнц 05» и «Алавес», в 2019 году перешёл в «Монреаль Импакт», однако спустя проведённый в клубе сезон контракт с Бояном не был продлён.

## Карьера

### «Барселона»
Боян попал в футбольную школу «Барселоны» в 1999 году, когда ему было девять лет. Он — быстрый форвард, отличающийся хорошим дриблингом. Первая известность к Бояну пришла в мае 2006 года, когда он с пятью голами стал лучшим бомбардиром чемпионата Европы среди юношей до 17 лет в Люксембурге. Хотя Кркичу было ещё 15 лет и он был на год младше большинства игроков команды и в четырёх из пяти матчей сыграл всего по 45 минут, именно он стал главной звездой сборной. В следующем году на аналогичном турнире, проходившем в Бельгии, Кркич забил всего два гола, но решающих — в полуфинале и финале турнира, благодаря которым Испания стала чемпионом.
Боян в течение семи сезонов в юношеской команде «Барселоны» поразил ворота соперников почти 900 раз. В результате он поехал со сборной Испании на ЧЕ-2006 в Люксембург. Наставник испанцев Хуан Сантистебан решил оставить Кркича в запасе в стартовом поединке с хозяевами. При счёте 3:0 15-летний футболист появился на поле и оформил хет-трик, в результате чего сборная Испании одержала самую крупную победу в истории финальных стадий турнира — 7:1. Два дня спустя испанцы сражались со сборной России, которой в итоге и достались золотые медали. Кркич снова вышел на поле в начале второго тайма и отдал две голевые передачи, матч в итоге завершился со счётом 3:0. В заключительном поединке группы с венграми (3:0) Кркич опять вошёл в игру со скамейки запасных и реализовал в концовке пенальти, который сам же и заработал.
Сезон 2006/07 Боян провёл в «Барселоне B» и хорошо проявил себя, забив 10 голов в 18 матчах. 24 апреля 2007 года он сыграл свой первый матч за главную команду «Барселоны» в товарищеской встрече с египетским клубом «Аль-Ахли» (на праздновании 100-летнего юбилея египетского клуба). Матч закончился победой «Барселоны» со счётом 4:0, а один из голов забил Кркич. Тренер каталонского клуба Франк Райкард и спортивный директор Чики Бегиристайн остались довольны молодым футболистом. Официальный дебют новой звезды «Барселоны» состоялся в матче против «Осасуны». Кркич стал самым молодым игроком из всех, кто когда-либо принимал участие в официальных играх чемпионата Испании. Финальную стадию ЧЕ-2007 среди юношей до 17 лет Кркич начал не так удачно и выглядел уставшим, хотя сборная Испании всё равно легко вышла из группы. В полуфинале хозяева турнира бельгийцы повели в счёте, но за девять минут до конца основного времени Боян дальним ударом восстановил паритет. В серии 11-метровых точнее были испанцы (7:6), причём Кркич свою попытку реализовал. Наконец, в финальном противостоянии с англичанами футболист «Барсы» забил единственный и победный мяч.
Дебют в первой команде Бояна состоялся 24 апреля 2007 года в товарищеском матче против египетского клуба «Аль-Ахли». Боян вышел в стартовом составе под номером 14 и забил гол на 26-й минуте. В сезоне 2007/08 Боян попал в заявку первой команды под 27 номером. В августе 2007 года, когда ему исполнилось 17 лет, «Барселона» подписала с Бояном профессиональный контракт. В случае покупки игрока другим клубом «Барселона» получит не меньше 60 млн евро. В 35-м туре в матче против «Валенсии» Кркич, выйдя на замену, забил два гола, доведя свой бомбардирский счёт до 10 мячей и установив тем самым новый рекорд чемпионата Испании по количеству голов в дебютном сезоне, забитых воспитанником клуба. Перед началом нового сезона Боян сменил свой старый номер 27 на новый 11 номер. После ухода в межсезонье Златана Ибрагимовича в «Милан» освободился 9-й номер, и сезон Боян начал в «Барселоне» под 9-м номером. 20 декабря 2010 года продлил контракт с «Барселоной» до конца сезона 2014/15. 19 марта 2011 года Боян сыграл свой сотый матч в чемпионате Испании за «Барселону», став самым молодым игроком клуба, сыгравшим 100 матчей в Ла Лиге. В более раннем возрасте 100 матчей в Примере провели только Рауль и Хосеба Эчеберриа. 10 апреля Кркич получил разрыв задней связки левого колена и выбыл до конца сезона.

### «Рома»
22 июля 2011 года перешёл в итальянский клуб «Рома». Контракт подписан до 30 июня 2015 года. Стоимость перехода составила €12 млн. Продажа включала в себя предложение о выкупе, которое давало «Барселоне» опцию повторно подписать Кркича в 2012 году или обязательно в 2013 году, но при этом «Рома» могла доплатить дополнительно 28 млн евро, чтобы сохранить игрока у себя. 18 августа дебютировал за «Рому» в гостевом матче квалификационного раунда Лиги Европы 2011/12 против словацкого «Слована». 1 октября 2011 года забил свой первый гол за клуб в ворота «Аталанты». Всего провёл за клуб 33 матча и забил в них 7 голов.

### «Милан» и возвращение в «Барселону»
29 августа 2012 года игрок перешёл в «Милан» на правах годичной аренды. В «Барселоне» позже заявили, что этот шаг не повлияет на предварительное соглашение между ними и «Ромой». Тем не менее генеральный директор «Милана» Адриано Галлиани заявил, что у «Милана» есть возможность подписать игрока в конце сезона, но у «Барселоны» все ещё есть возможность выкупа. Дебют Бояна состоялся 1 сентября, когда он вышел на замену во втором тайме матча против «Болоньи». Первый свой гол забил против «Кьево» 3 ноября 2012 года.
После сезона 2012/13 в Италии Боян вернулся в «Барселону» за 13 млн евро. «Милан» решил не подписывать молодого игрока, поскольку не мог гарантировать ему больше игрового времени, а «Рома» не выплатила 28 млн евро, чтобы подписать Бояна окончательно. Боян вернулся в «Барселону» и начал искать альтернативный клуб. Интерес к Бояну проявляли «Аякс», «Фейеноорд» и ПСВ.

### Дальнейшая карьера
В начале июля 2013 года появилась информация об интересе к Бояну со стороны амстердамского «Аякса». 11 июля игрок официально перешёл в нидерландский клуб на правах аренды. Соглашение было рассчитано на один сезон. До этого, в начале 2013 года, «Аякс» уже брал в аренду выпускника футбольной академии «Барселоны» Исаака Куэнку. В клубе Кркич дебютировал 13 июля в товарищеском матче против «Валвейка», выйдя на замену во втором тайме.
Свой первый трофей с «Аяксом» он выиграл в начале сезона — 27 июля в матче за Суперкубок Нидерландов амстердамцы в дополнительное время со счётом 3:2 обыграли клуб АЗ. Первый матч в Эредивизи провёл 2 августа против «Роды», а свой первый гол забил 1 декабря в ворота АДО. 8 мая 2014 года было объявлено, что «Аякс» отказался от возможности подписания игрока, после чего Боян вернулся в «Барселону». Всего за «Аякс» провёл 24 матча, забил в них 4 гола и помог «Аяксу» выиграть лигу в 33-й раз и четвёртый раз подряд.
22 июля 2014 года Боян перешёл в клуб «Сток Сити» за 1,8 млн евро и подписал с ним четырёхлетний контракт. В 2016 году испанский вингер продлил контракт со своим клубом до 2020 года. В январе 2017 года Кркич на правах аренды до конца сезона перешёл в «Майнц 05». 31 августа 2017 года Боян перешёл в «Депортиво Алавес» на правах аренды сроком на один сезон. 6 августа 2019 года Боян покинул «Сток Сити» по обоюдному согласию сторон.
7 августа 2019 года Кркич на правах свободного агента присоединился к канадскому клубу MLS «Монреаль Импакт», подписав контракт до конца сезона 2020. В североамериканской лиге дебютировал 10 августа в матче против «Чикаго Файр», выйдя на замену на 63-й минуте вместо Шамита Шоума. 24 августа в матче против «Торонто» забил свой первый гол за «Импакт». По окончании сезона 2020 «Монреаль Импакт» не воспользовался опцией продления контракта Бояна.
В августе 2021 года Боян подписал контракт с клубом чемпионата Японии «Виссел Кобе» сроком на полтора сезона. Дебютировал за «Виссел Кобе» 5 сентября в матче против «Санфречче Хиросима», заменив на 75-й минуте бывшего одноклубника по «Барселоне» Андреса Иньесту. 2 октября в матче против «Урава Ред Даймондс» забил свой первый гол за «Виссел Кобе».
Боян Кркич официально завершил футбольную карьеру в возрасте 32 лет, о чём объявил на «Камп Ноу» в Барселоне 23 марта 2023 года.

## Достижения

### Командные
«Барселона»
- Чемпион Испании (3): 2008/09, 2009/10, 2010/11
- Обладатель Кубка Испании: 2008/09
- Обладатель Суперкубка Испании (2): 2009, 2010
- Победитель Лиги чемпионов УЕФА (2): 2008/09, 2010/11
- Обладатель Суперкубка УЕФА: 2009
- Победитель Клубного чемпионата мира: 2009

«Аякс»
- Чемпион Нидерландов: 2013/14
- Обладатель Суперкубка Нидерландов: 2013

«Монреаль Импакт»
- Победитель Первенства Канады: 2019

### Личные
- Молодой игрок года в Испании («Don Balón»): 2008

## Статистика выступлений

### Клубная статистика
| Выступление                | Выступление                | Выступление                | Чемпионат | Чемпионат | Кубок страны | Кубок страны | Кубок лиги | Кубок лиги | Континент | Континент | Другие | Другие | Всего | Всего |
| Клуб                       | Сезон                      | Лига                       | Игры      | Голы      | Игры         | Голы         | Игры       | Голы       | Игры      | Голы      | Игры   | Игры   | Голы  | Голы  |
| -------------------------- | -------------------------- | -------------------------- | --------- | --------- | ------------ | ------------ | ---------- | ---------- | --------- | --------- | ------ | ------ | ----- | ----- |
| → Барселона B              | 2006/07                    | Сегунда B                  | 22        | 10        | —            | —            | —          | —          | —         | —         | —      | —      | 22    | 10    |
| Барселона                  | 2007/08                    | Ла Лига                    | 31        | 10        | 8            | 1            | —          | —          | 9         | 1         | —      | —      | 48    | 12    |
| Барселона                  | 2008/09                    | Ла Лига                    | 23        | 2         | 9            | 5            | —          | —          | 10        | 3         | —      | —      | 42    | 10    |
| Барселона                  | 2009/10                    | Ла Лига                    | 23        | 8         | 4            | 2            | —          | —          | 6         | 1         | 3      | 1      | 36    | 12    |
| Барселона                  | 2010/11                    | Ла Лига                    | 27        | 6         | 5            | 1            | —          | —          | 3         | 0         | 2      | 0      | 37    | 7     |
| Всего за «Барселону»       | Всего за «Барселону»       | Всего за «Барселону»       | 104       | 26        | 26           | 9            | —          | —          | 28        | 5         | 5      | 1      | 163   | 41    |
| Рома                       | 2011/12                    | Серия A                    | 33        | 7         | 2            | 0            | —          | —          | 2         | 0         | —      | —      | 37    | 7     |
| → Милан                    | 2012/13                    | Серия A                    | 19        | 3         | 2            | 0            | —          | —          | 6         | 0         | —      | —      | 27    | 3     |
| Барселона                  | 2013/14                    | Ла Лига                    | 0         | 0         | 0            | 0            | —          | —          | 0         | 0         | 0      | 0      | 0     | 0     |
| → Аякс                     | 2013/14                    | Эредивизи                  | 24        | 4         | 3            | 1            | —          | —          | 4         | 0         | 1      | 0      | 32    | 5     |
| Сток Сити                  | 2014/15                    | Премьер-лига               | 16        | 4         | 1            | 1            | 1          | 0          | —         | —         | —      | —      | 18    | 5     |
| Сток Сити                  | 2015/16                    | Премьер-лига               | 27        | 7         | 1            | 0            | 3          | 0          | —         | —         | —      | —      | 31    | 7     |
| Сток Сити                  | 2016/17                    | Премьер-лига               | 9         | 3         | 1            | 0            | 1          | 0          | —         | —         | —      | —      | 11    | 3     |
| → Майнц 05                 | 2016/17                    | Бундеслига                 | 11        | 1         | 0            | 0            | —          | —          | —         | —         | —      | —      | 11    | 1     |
| Сток Сити                  | 2017/18                    | Премьер-лига               | 1         | 0         | 0            | 0            | 1          | 0          | —         | —         | —      | —      | 2     | 0     |
| → Алавес                   | 2017/18                    | Ла Лига                    | 13        | 0         | 2            | 1            | —          | —          | —         | —         | —      | —      | 15    | 1     |
| Сток Сити                  | 2018/19                    | Чемпионшип                 | 21        | 1         | 0            | 0            | 2          | 0          | —         | —         | —      | —      | 23    | 1     |
| Всего за «Сток Сити»       | Всего за «Сток Сити»       | Всего за «Сток Сити»       | 74        | 15        | 3            | 1            | 8          | 0          | —         | —         | —      | —      | 85    | 16    |
| Монреаль Импакт            | 2019                       | MLS                        | 8         | 3         | 2            | 0            | —          | —          | —         | —         | —      | —      | 10    | 3     |
| Монреаль Импакт            | 2020                       | MLS                        | 17        | 4         | —            | —            | —          | —          | 2         | 0         | 2      | 0      | 21    | 4     |
| Всего за «Монреаль Импакт» | Всего за «Монреаль Импакт» | Всего за «Монреаль Импакт» | 25        | 7         | 2            | 0            | —          | —          | 2         | 0         | 2      | 0      | 31    | 7     |
| Виссел Кобе                | 2021                       | Джей-лига                  | 6         | 1         | 0            | 0            | —          | —          | —         | —         | —      | —      | 6     | 1     |
| Виссел Кобе                | 2022                       | Джей-лига                  | 14        | 0         | 3            | 0            | 0          | 0          | 3         | 0         | —      | —      | 20    | 0     |
| Всего за «Виссел Кобе»     | Всего за «Виссел Кобе»     | Всего за «Виссел Кобе»     | 20        | 1         | 3            | 0            | 0          | 0          | 3         | 0         | —      | —      | 26    | 1     |
| Всего за карьеру           | Всего за карьеру           | Всего за карьеру           | 345       | 74        | 43           | 12           | 8          | 0          | 45        | 5         | 8      | 1      | 449   | 92    |

Источники: Soccerbase, Soccerway.

## Факты
- 16 сентября 2007 года сыграл свой первый матч за главную команду «Барселоны» против «Осасуны» в возрасте 17 лет и 19 дней.
- 19 сентября 2007 года состоялся дебют Бояна в матче Лиги чемпионов в возрасте 17 лет и 22 дней, «Барселона» — «Лион» (2:2).
- 20 октября 2007 года в возрасте 17 лет и 53 дней Боян забил свой первый гол в чемпионате Испании в матче «Барселона» — «Вильярреал» (1:3)
- 1 апреля 2008 года забил первый гол в Лиге чемпионов, «Барселона» — «Шальке 04» (1:0) в возрасте 17 лет и 217 дней.
- В дебютный сезон 2007/08 Боян забил 10 голов, чем побил рекорд Рауля (9 голов в сезоне 1994/95).
- 19 марта 2011 года сыграл свой сотый матч в чемпионате Испании за «Барселону»[11] против «Хетафе».
- По сообщению каталонской газеты El Seqre, Боян Кркич приходится дальним родственником Лионелю Месси (их прапрадеды были родными братьями)[52].